# John Benson (Schots voetballer)
John Harvey Benson (23 december 1942 – 30 oktober 2010) was een Schots voetballer en voetbalmanager.
Benson speelde voor Manchester City, Torquay United, Bournemouth, Exeter City en Norwich City. Benson leidde Bournemouth, Manchester City, Burnley en Wigan Athletic.